# Die Schlagerpiloten
Die Schlagerpiloten est un groupe italien de schlager.

## Histoire
Début 2018, le producteur de musique Stefan Peters, en imaginant la demande de chansons de schlager, fonde le groupe Die Schlagerpiloten avec le compositeur et producteur Frank Cordes et le danseur professionnel Kevin Marx. Tous les membres ont déjà une expérience dans l'industrie musicale allemande avant leur réunion. Ils font leur première apparition en tant que groupe de musique le 7 juillet 2018 au Schlagernacht à Weiß en Bavière ; leurs costumes sont des uniformes de pilotes de porte-avions de l'US Navy. Le premier single Lass mich der Captain deines Herzens sein sort le 4 janvier 2019. La sortie de son premier album Lass uns fliegen, initialement prévue pour mars 2019, est reportée au 19 avril 2019. L'album est immédiatement numéro trois du Deutsche Albumcharts. Avec la réédition de la version longue de Lass uns fliegen – Das Beste, l'album atteint la première place du Deutsche Schlagercharts. Le groupe est sous contrat avec Telamo depuis février 2019.
Avec l'album Santo Domingo, sorti en avril 2020, les Schlagerpiloten sont à la deuxième place du Deutsche Albumcharts. Pour le prochain album Blue Hawaii prévu en août 2021, le groupe collabore avec le producteur Dieter Bohlen pour la chanson Aloha.

## Discographie
Albums
- 2019 : Lass uns fliegen
- 2020 : Santo Domingo

Singles
- 2019 : Lass mich der Captain deines Herzens sein
- 2019 : Ich schick dir einen Ballon
- 2019 : Wintermärchen
- 2020 : Ein Riesenherz
- 2020 : Die Sterne von Santo Domingo
- 2020 : Am Airport der Liebe
- 2021 : Aloha

## Source de la traduction
- (en) Cet article est partiellement ou en totalité issu de l’article de Wikipédia en anglais intitulé « Die Schlagerpiloten » (voir la liste des auteurs).